# Yrsa Sigurðardóttir
Vilborg Yrsa Sigurðardóttir, född 24 augusti 1963 i Reykjavik, är en isländsk författare. 
Yrsa Sigurðardóttir är utbildad till ingenjör och har skrivit barnböcker, men i Sverige är hon känd för sina detektivromaner med huvudpersonen advokaten Þóra Guðmundsdóttir. Hon är översatt till bland annat norska, svenska, engelska och tyska.

## Romaner översatta till svenska
- 2006 – Det tredje tecknet (Þriðja táknið)
- 2007 – Den som gräver en grav (Sér grefur gröf)
- 2008 – Aska (Aska)
- 2009 – Eldnatt (Horfðu á mig)
- 2013 – Ödemark (Auðnin)
- 2019 – Arvet (DNA)
- 2020 – Straffet (SOGID)
- 2021 – Upprättelsen (Aflausn)
- 2022 – Avgrunden (Gatið)
- 2023 – Dockan (Brúðan)
- 2024 – Jag ser dig (Lok lok og læs)
- 2024 – Efterspelet (Þögn)

## Romaner ännu inte översatta till svenska
- 2010 – Ég man þig
- 2011 – Brakið
- 2012 – Kuldi
- 2013 – Lygi
- 2014 – DNA
- 2015 – Sogið
- 2016 – Aflausn
- 2017 – Gatið
- 2018 – Brúðan